# Phú Quý
Phú Quý är en ö och ett ödistrikt i Binh Thuan-provinsen som ligger i sydöstra  Vietnam.
Under kolonialtiden i Franska Indokina var öns officiella namn Poulo-Cécir-de-Mer.

## Geografi
Phú Quý är en 16,5 km2 stor ö som är bebodd på den norra, klippiga sidan. Den har en befolkning på 20 698 invånare (2003). Phú Quý utgör ett eget ö-distrikt, där Phú Quý är störst av elva öar. Distriktet ligger 120 km sydost om Phan Thiết, 150 km söder om Cam Ranh och 540 km väster om Spratlyöarna. Öns högsta punkt utgörs av berget Mount Cam Dat, 106 m ö.h. Norra sidan av ön är bergig medan den södra sidan utgörs mest av sand. Inlandet är grönt, skogbevuxet men också till delar uppodlat.
Totalt finns tio mindre öar som omger huvudön. Flera av öarna har namn efter de vyer de erbjuder från havet, som Hon Do (Röda ön), Hon Den (Svarta ön), Hon Tranh och Hon Trung (Äggön). Hon Tranh är endast 15 minuters båtfärd från Phú Quý, men kräver tillstånd för att besökas.

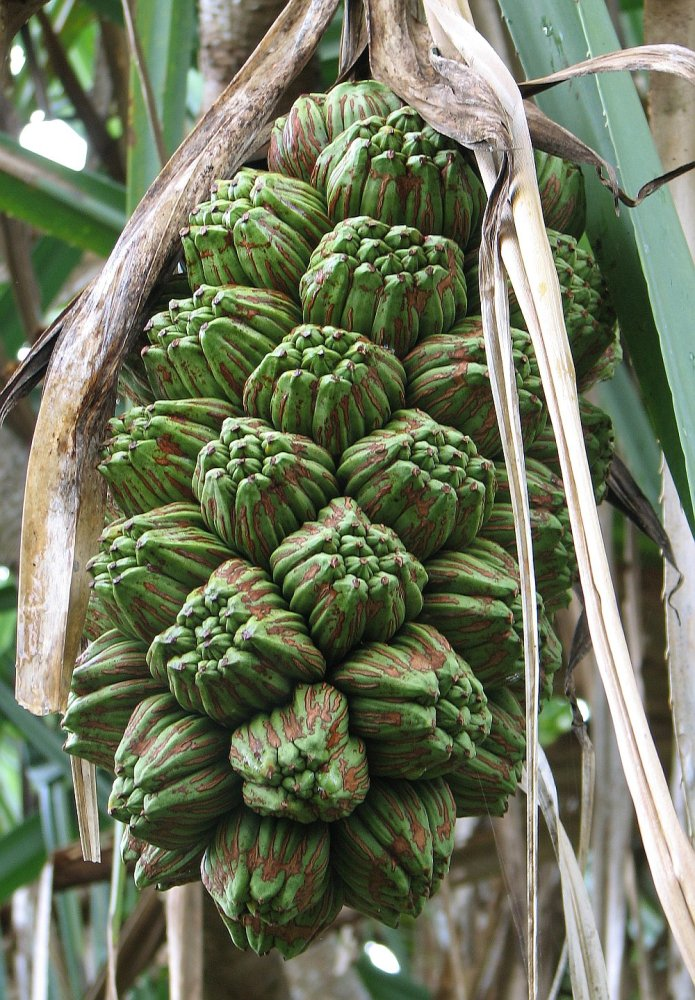
Frukten från Pandanus tectorius är en viktig produkt för öns jordbrukare.

Fiske utgör en viktig näring men även odling av bananer, mango och jackfrukt. Huvudprodukten inom jordbruksodling är dock Pandanus tectorius, som tillhör familjen skruvpalmer och bär en frukt som påminner om ananas.

## Administration
Phú Quý-distriktet består av tre delområden: Ngũ Phụng, Tam Thanh och Long Hải. Följande byar ingår i distriktet:
- Ngũ Phụng: Phú An, Thương Châu och Quý Thạnh
- Tam Thanh: Mỹ Khê, Hội An och Triều Dương
- Long Hải: Phú Long, Đông Hải, Quý Hải och Tân Hải

## Förbindelser och sevärdheter
Phú Quý-öarna nås med färja från Phan Thiet, en färd som tidigare tog sex timmar, men som från mitten av 2010-talet sker med en snabbare färja, så att turen ut till öarna tar 2,5 – 3 timmar. Det är dock starkt väderberoende och färjeturerna blir ofta inställda vid dåligt väder.
Turistsäsongen varar mellan december och juni, medan oktober månad brukar medföra att färjorna ställs in på grund av stormar och hårt väder. Turistreklamen prisar de vita sandstränderna och det rena blå havsvattnet långt från tätbebyggda områden, vid Bai Nho (“Lilla stranden”) och Vinh Trieu Duong.
Vid Cao Cat-berget finns Linh Son-pagoden på 100 meters höjd över havet och en magnifik utsikt över hela ö-området.